# 蒙特利爾足球俱樂部
蒙特利爾足球俱樂部（法語：Club de Foot Montréal；舊稱「蒙特利尔冲击」）是一支位於加拿大魁北克省蒙特利尔的足球俱乐部球队。於2010年成立，2012年成為第19隊參加美職的球隊。

## 歷史

### 前傳
蒙特利爾歷史上第一支職業足球隊是成立於1971年，參加舊北美足球聯賽的「蒙特利爾奧林匹克」。但是蒙特利爾奧林匹克只運作了三個賽季就被迫解散。1981年，莫爾森釀酒公司收購了另一支參加北美足球聯賽的球隊「費城暴怒」，把球隊搬遷到蒙特利爾，並改名為「蒙特利爾狂熱」。在1981和1982賽季，蒙特利爾狂熱十分成功，更曾在1981年9月創下58542名觀眾入場的紀錄。然而，情況在1983賽季急轉直下，讓蒙特利爾狂熱不得不在1983賽季結束後終止運作，而舊北美足球聯賽也在1984年曲終人散。
1987年，加拿大足球聯賽成立。1988年，蒙特利爾迎來了第三支職業球隊「超級蒙特利爾」。但是，1992年加拿大足球聯賽因財政困難而被迫終止運作，超級蒙特利爾也隨之解散。

### 第一座獎盃
1992年12月10日，就在加拿大足球聯賽終止運作幾個月後，薩普托家族和蒙特利爾市長讓·多雷共同宣佈，將在蒙特利爾建立一支新球隊，新球隊將參加當時正在爭取成為美國甲級聯賽的美國職業足球聯賽（APSL）。1993年2月2日，球團正式公佈：球隊的名稱為「蒙特利爾衝擊」，球隊將以深藍色、黑色、白色作為主色調。曾先後執教蒙特利爾狂熱和超級蒙特利爾的南非籍意大利教練埃德溫·菲爾馬尼再次重返蒙特利爾，擔任蒙特利爾衝擊的主教練。
1993年5月14日，蒙特利爾衝擊史上的第一場比賽：客場迎戰洛杉磯莎莎舞。兩隊在法定時間以內以2-2戰平，蒙特利爾在之後的點球大戰中落敗。本場比賽中，加拿大國腳迪諾·洛佩茲為蒙特利爾射入球隊史上第一球。一週之後，蒙特利爾衝擊在克洛德·羅比亞爾多功能體育中心迎來了第一場主場比賽，對手是坦帕灣暴徒。當天有5380名球迷入場觀戰。然而蒙特利爾衝擊的第一個賽季並不算成功，常規賽結束後在積分榜上敬陪末座，未能入圍季後賽。

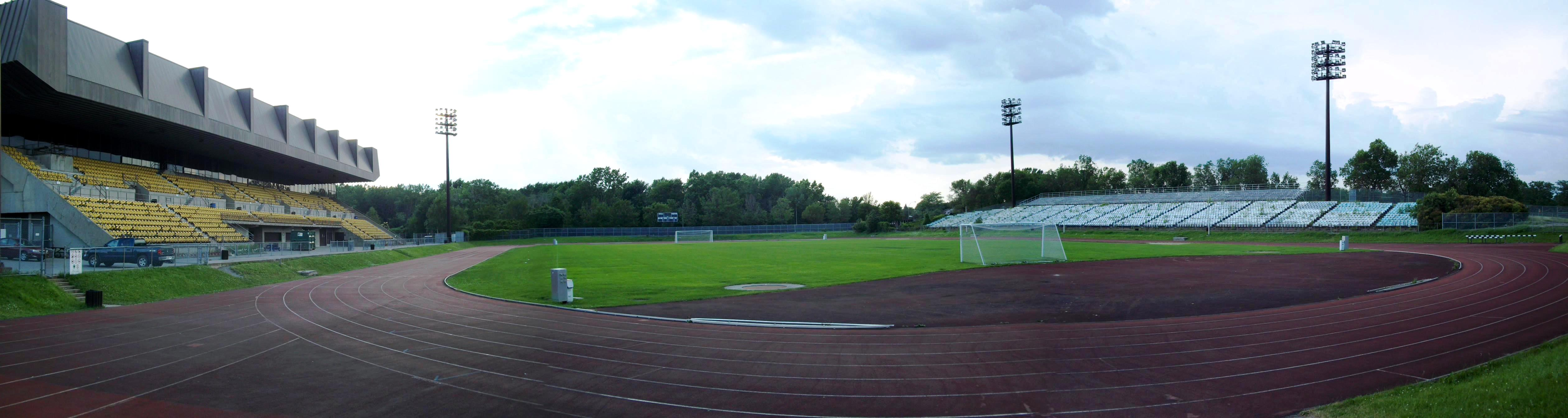
克洛德·羅比亞爾多功能體育中心，蒙特利爾衝擊的第一座主場。

1994年6月29日，就在新賽季開始兩天前，剛剛帶領球隊完成季前賽的主教練菲爾馬尼突然辭職，助理教練瓦勒里奧·加佐拉臨危受命出任主教練。此前，為了準備新賽季，蒙特利爾衝擊大舉擴軍，一舉購入聯賽神射手吉恩·哈博爾、邊後衛菲利浦·格瑤、中後衛恩佐·孔契納和門將保羅·切卡雷利等老牌球員。
1994年7月1日，蒙特利爾衝擊在主場迎戰多倫多火箭，憑藉羅伊德·巴克爾的入球以1-0取勝。9月25日，蒙特利爾衝擊更是以5-1橫掃羅德代爾堡前鋒，並順利晉級季後賽。1994年10月15日，蒙特利爾衝擊迎來了球隊史上第一場季後賽總決賽，對手是科羅拉多狐狸。由於當時國家冰球聯盟和美國職棒大聯盟都因為勞資糾紛而停擺，因此媒體和體育迷紛紛把注意力轉向蒙特利爾衝擊。比賽當天有8169名球迷入場觀戰。當時媒體紛紛預測衛冕冠軍科羅拉多會輕易擊敗第一次進入季後賽的蒙特利爾，但結果卻令人大跌眼鏡：蒙特利爾憑藉尼日利亞老將吉恩·哈博爾的任意球以1-0將科羅拉多掃地出門，奪得球隊史上，也是蒙特利爾職業足球史上第一座冠軍獎盃。

### A聯賽
1995賽季，美國職業足球聯賽改名為美國A級足球聯賽。本賽季的蒙特利爾衝擊以17勝7負的戰績名列常規賽榜首，但在季後賽半決賽中不敵亞特蘭大暴亂。此後兩個賽季，蒙特利爾衝擊都是如此：常規賽名列榜首，季後賽黯然出局。與此同時，從1997年到2000年，蒙特利爾衝擊也在A聯賽的休賽期參加美國全國職業足球聯賽（室內足球聯賽）的賽事，主場是莫爾森中心。
1999年，蒙特利爾衝擊宣佈不會參加當年的室外足球賽事。同年，薩普托公司以每人兩萬加元的價格，把蒙特利爾衝擊的股權出售給12名當地投資人。投資人代表斯特拉托·加夫里伊爾旗下的「愛奧尼亞財務集團」成為蒙特利爾衝擊的母公司。2000年，蒙特利爾衝擊重返室外足球賽場，但成績未如理想，主教練佐蘭·揚科維奇因此在賽季中途被解僱，瓦勒里奧·加佐拉再一次掛上帥印。可惜加佐拉沒能再為蒙特利爾衝擊帶來獎盃，並在2001年7月被解僱，由退役國腳尼古拉·德·桑提斯接任。
2001年7月20日，斯特拉托·加夫里伊爾在離賽季結束還有十多場比賽的時候突然宣佈：由於愛奧尼亞財務集團宣告破產，因此球隊也連帶進入破產保護狀態。次日，在客場挑戰匹茲堡河犬的蒙特利爾球員在球衣上貼上「S.O.S.」的標語，以示不滿。舊東主朱塞佩·薩普托臨危受命擔任破產管理人，負責制定搶救球隊的方案。不久之後，薩普托和魁北克政府以及魁北克水電公司達成五年注資協議，蒙特利爾衝擊終於逃過解散的命運。三年後，魁北克司法機關以涉嫌詐騙為由，向加夫里伊爾發出了通緝令。
2002年，古巴國腳愛德華多·塞布蘭戈以18顆入球打破了球隊賽季入球紀錄。同年，蒙特利爾衝擊第一次贏得由國家隊球迷會頒發的旅行者盃。2004年，在上一次奪冠10年之後，蒙特利爾衝擊在季後賽總決賽以2-0擊敗西雅圖海灣人，再一次捧起A級聯賽冠軍獎盃。

### 美國足球聯賽

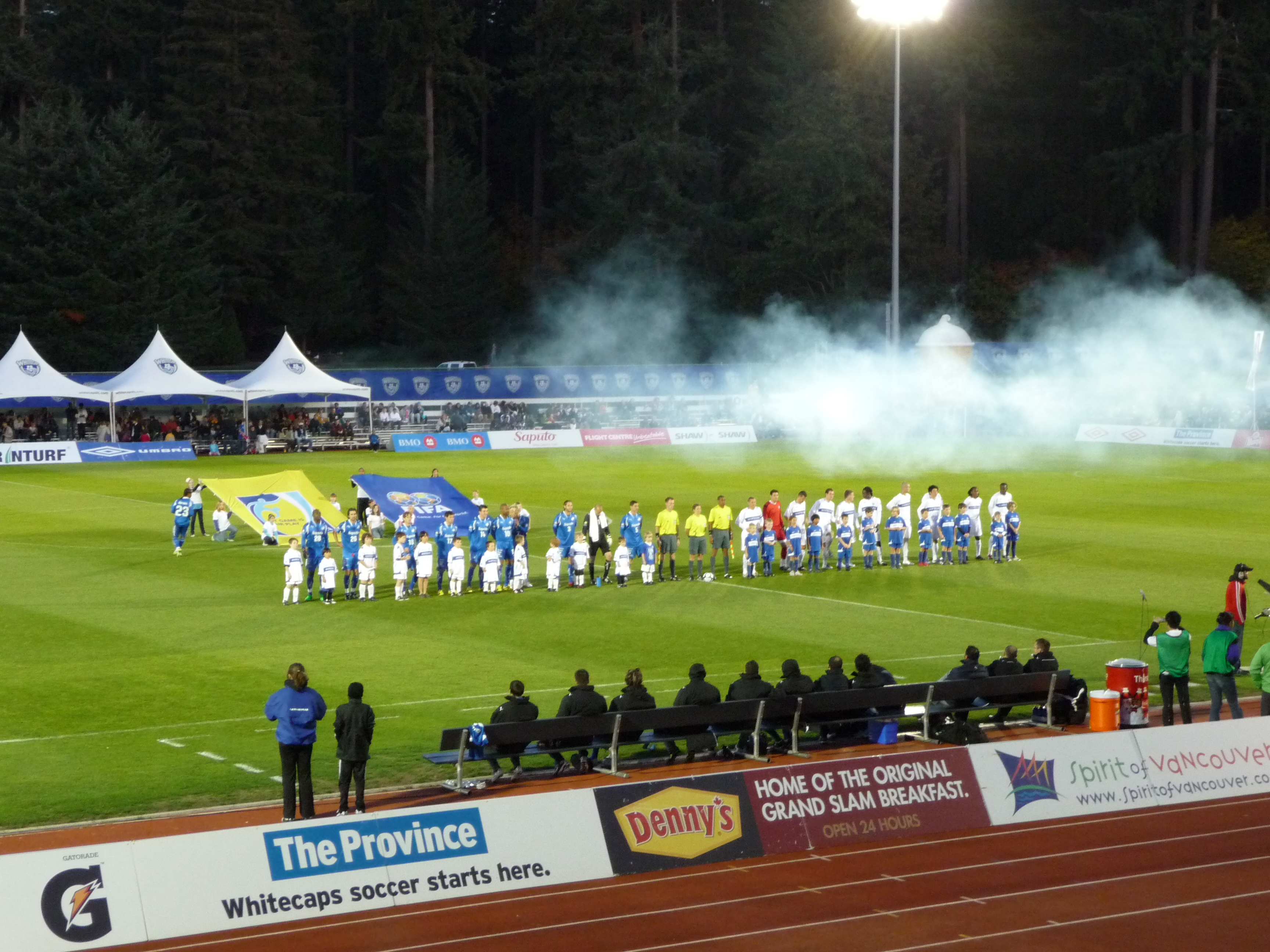
2009賽季美國足球聯賽總決賽第一輪，蒙特利爾衝擊客場挑戰溫哥華白浪。

2005年，A級聯賽被美國足球聯賽系統吸收，蒙特利爾衝擊隨之加入美國甲級足球聯賽。在贏得常規賽第一名以後，薩普托公司宣佈：將會為蒙特利爾興建一座新球場。2006年7月15日，蒙特利爾衝擊迎來的球隊史上第200場勝利：在西雅圖以2-1擊敗西雅圖海灣人。可惜的是：蒙特利爾衝擊雖然連續兩個賽季贏得常規賽第一名，卻一直無法在季後賽有所建樹。
2007年5月11日，弗雷德里科·慕延為蒙特利爾衝擊攻入球隊史上第500顆進球。
2008年5月19日，蒙特利爾衝擊的新主場薩普托體育場投入使用。在新主場的第一場比賽中，蒙特利爾衝擊以0-0逼平前來踢館的溫哥華白浪。直到6月13日，羅可·普拉切提諾才為蒙特利爾衝擊攻入在新主場的第一顆入球。這場比賽不僅是蒙特利爾衝擊在薩普托體育場的第一場勝利，也是雅尼斯·利姆尼亞提斯就任主教練之後第一場勝利。
2009年賽季，蒙特利爾衝擊在常規賽表現平平，最後排名第五，勉強進入季後賽。但在季後賽階段，蒙特利爾衝擊突然脫胎換骨，一路過關斬將，六場季後賽未嚐敗績，最後更是以6-3的大比分擊敗溫哥華白浪，以黑馬姿態奪得季後賽冠軍。同年11月，為蒙特利爾衝擊效力長達16個賽季的功勳隊長，加拿大國腳毛羅·比耶洛宣佈退役。

### 登上國際舞台
2008年，加拿大足協創立加拿大足球錦標賽，贏得錦標賽的球隊將代表加拿大出戰中北美洲及加勒比海聯賽冠軍盃。在本屆錦標賽中，蒙特利爾爆冷擊敗美職聯第一支加拿大球隊多倫多FC，成為第一支代表加拿大出戰大洲聯賽冠軍杯的加拿大球隊。同年9月2日，蒙特利爾衝擊以2-0擊敗尼加拉瓜球隊皇家埃斯特利，晉級中北美聯賽冠軍盃淘汰賽階段。
2009年2月25日，中北美聯賽冠軍盃，蒙特利爾衝擊在奧林匹克體育場迎戰墨西哥勁旅桑托斯拉古納。當天有55571名球迷入場觀戰。憑藉愛德華多·塞布蘭戈的兩顆進球，蒙特利爾衝擊以2-0擊敗桑托斯拉古納。在托雷翁進行的第二輪比賽中，上半場雙方上演入球大戰，中場休息時桑托斯拉古納以3-2領先，蒙特利爾衝擊只要保持比分就能以作客入球優勢晉級下一輪；可惜下半場哥倫比亞國腳達爾文·金泰羅連續攻入兩球，協助桑托斯拉古納以5-4的大比分將蒙特利爾衝擊淘汰出局。

### 美國足協乙級聯賽/北美足球聯賽

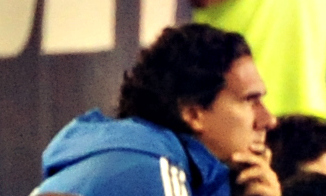
毛羅·比耶洛是效力蒙特利爾衝擊時間最長的球員之一。退役後他曾兩次執掌蒙特利爾衝擊的教鞭。

2010年，由於對耐克轉讓美國足球聯賽股權的決定不滿，幾支球隊的大股東決定脫離美國足球聯賽系統，試圖重組1984年因財困而被迫解散的北美足球聯賽，但是失敗。後來美國足協介入調停，發現這次分裂讓兩個聯賽都沒有足夠的球隊作賽，於是建立了美國足協乙級職業聯賽作為2010年的過渡聯賽。由於蒙特利爾衝擊是試圖脫離美足聯的球隊之一，因此被美國足協編入北美足聯賽區。同年5月7日，美國職業足球大聯盟宣佈批准蒙特利爾衝擊在2012年加入大聯盟。
2011年，蒙特利爾衝擊加入新成立的北美足球聯賽。與此同時，尼古拉·德·桑提斯被任命為體育總監，為球隊加入大聯盟做準備。但是，球隊雖然在熱身賽先後擊敗FC達拉斯和紐約紅牛，但常規賽卻乏善可陳，而在當年的加拿大錦標賽，蒙特利爾更是在第一輪就被溫哥華白浪掃地出門。錦標賽出局後，主教練馬克·多斯·桑托斯黯然辭職，體育總監德·桑提斯兼任主教練。第二天，已經退役的古巴老將塞布蘭戈重披戰袍。換帥後的蒙特利爾衝擊終於有所起色，可惜依然未能晉級季後賽。

### 大聯盟

大聯盟時期的第一個標誌。

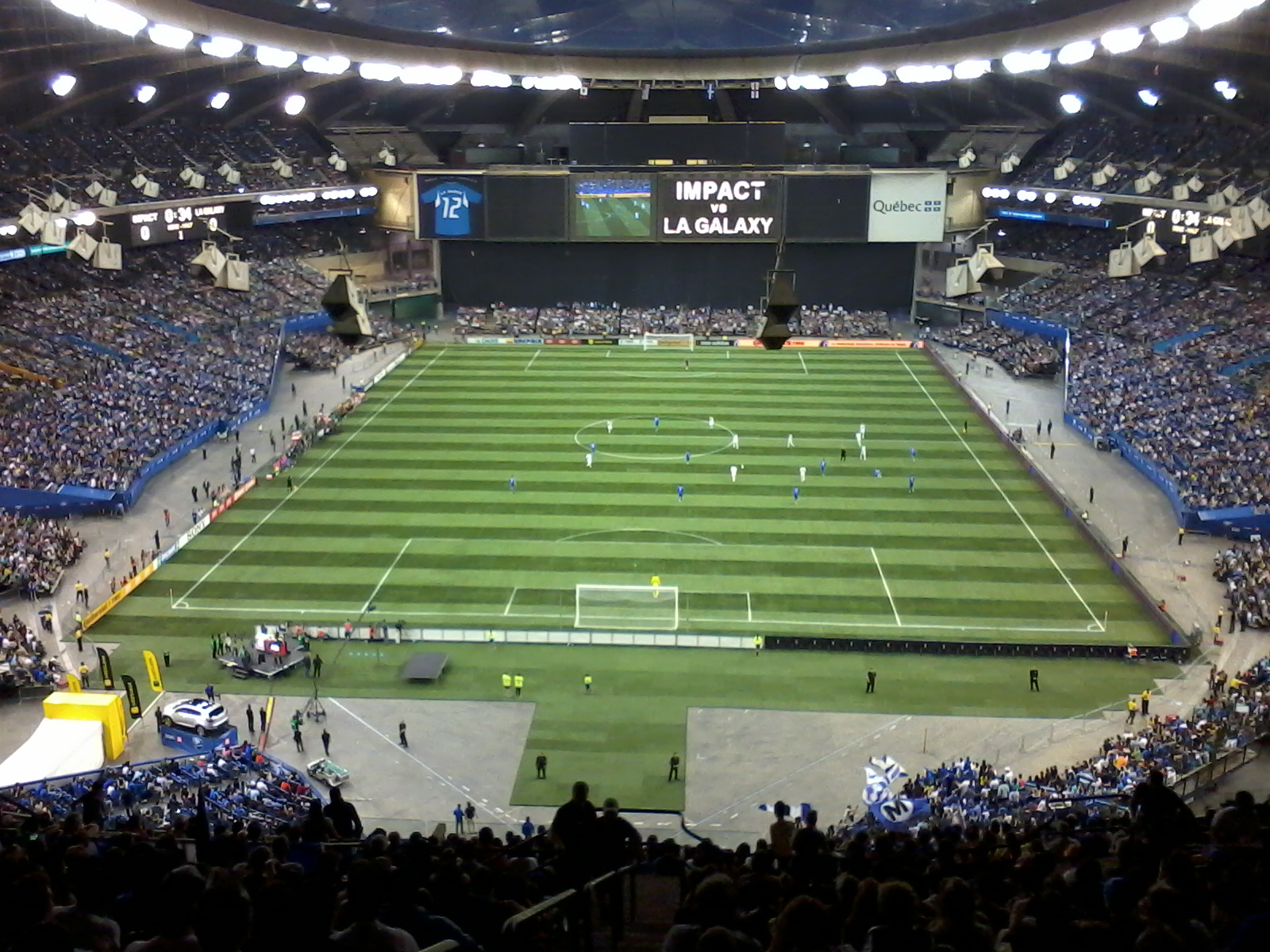
2012年5月12日，奧林匹克體育場，60860名觀眾入場觀看蒙特利爾衝擊迎戰洛杉磯銀河的比賽，創下加拿大紀錄。

2011年10月3日，蒙特利爾衝擊宣佈：聘請美國人傑西·馬爾施為總教練。不久之後，蒙特利爾衝擊簽下頭兩名大聯盟球員：曾效力河床和國際米蘭的哥倫比亞球員涅爾森·瑞巴斯，以及球隊的2011賽季最佳球員，法籍塞內加爾老將哈蘇恩·卡馬拉。
2012年5月14日，蒙特利爾衝擊簽下大聯盟時期第一名特例球員：意大利國腳馬爾科·迪瓦約。同年7月3日，另一名意大利國腳亞歷山德羅·內斯塔從AC米蘭轉投蒙特利爾衝擊。但兩名意大利國腳並未能為球隊的表現帶來立竿見影的改善。2012賽季結束後，蒙特利爾衝擊和傑西·馬爾施分道揚鑣。毛羅·比耶洛出任臨時主教練。
2013年1月6日，退役瑞士國腳馬可·謝利鮑姆接任主教練。2013賽季，蒙特利爾衝擊成功保持主場不敗的戰績，總體表現也有所改善。這主要歸功於三名球員：名列聯賽射手榜前茅的馬爾科·迪瓦約、擔任場上指揮的國家隊老將帕特里斯·貝爾尼耶、以及主力門將特洛伊·帕金斯。在當年的加拿大足球錦標賽，蒙特利爾衝擊先是在第一輪客場比賽落後2-0的情況下，在主場以6-0大勝多倫多FC，大比分2-6晉級下一輪，然後在第二輪以作客入球優勢擊敗溫哥華白浪，順利晉級中北美聯賽冠軍杯。但是此後的蒙特利爾衝擊卻沒能延續大好勢頭，而是在小組賽階段就已經出局。
2013年12月18日，蒙特利爾衝擊任命美國人佛提歐斯·「弗蘭克」·克洛帕斯為主教練，取代馬可·謝利鮑姆。但克洛帕斯並沒有帶來期望中的進步：2014賽季的蒙特利爾衝擊雖然再次贏得加拿大足球錦標賽，但常規賽的表現卻無法和上賽季相提並論，以6勝10平18負的戰績排名大聯盟末位。賽季結束後，第一名特例球員馬爾科·迪瓦約宣佈掛靴。
2015年，蒙特利爾衝擊第一次闖進中北美聯賽冠軍杯總決賽，對手是墨西哥勁旅阿美利加。第一場比賽，蒙特利爾衝擊在阿茲特克體育場以1-1逼平阿美利加，獲得寶貴的作客入球。第二場比賽，蒙特利爾衝擊在上半場先攻進一球，將大比分改寫為2-1。只要能維持這個比分，蒙特利爾衝擊就能成為第一支贏得聯賽冠軍杯的加拿大球隊，然而，阿美利加在下半場發動瘋狂反擊，接連攻進四球，最終以大比分3-5反敗為勝。
2015年7月，蒙特利爾衝擊引進了球隊史上最大牌的球星：原切爾西老將、科特迪瓦國腳迪迪埃·德羅巴。同年8月30日，在以1-2不敵多倫多FC之後，蒙特利爾衝擊解僱主教練佛提歐斯·克洛帕斯，毛羅·比耶洛第二次出任臨時主教練。常規賽結束後，蒙特利爾衝擊排名東區第三，第二次闖進季後賽，在賽區半決賽被哥倫布機員以大比分4-3淘汰。

### 新形象

2021年到2022年使用的新標誌。

2021年1月14日，球隊宣佈改名為「蒙特利爾足球俱樂部」，同時啟用新標誌。

## 球員

### 現役球員
| 號碼   | 國籍            | 中文姓名                 | 外文姓名               | 位置   | 前屬球會           |
| ------ | --------------- | ------------------------ | ---------------------- | ------ | ------------------ |
| 守門員 |                 |                          |                        |        |                    |
| 1      | 加拿大          | 塞巴斯蒂安·布雷察        | Sebastian Breza        | 守門員 | 伊韋爾東           |
| 33     | 美国            | 洛根·克特雷尔            | Logan Ketterer         | 守門員 | 艾爾帕索火車頭     |
| 40     | 加拿大          | 若納唐·錫魯瓦            | Jonathan Sirois        | 守門員 | 溫尼伯榮軍         |
| 後衛   |                 |                          |                        |        |                    |
| 3      | 乌拉圭          | 華金·索薩                | Joaquín Sosa           | 後衛   | 萨格勒布迪纳摩     |
| 4      | 哥伦比亚        | 費爾南多·阿爾瓦雷斯      | Fernando Álvarez       | 後衛   | 帕丘卡預備隊       |
| 16     | 加拿大          | 喬爾·沃特曼              | Joel Waterman          | 後衛   | 卡加利騎兵         |
| 22     | 巴西            | 魯安·特謝拉              | Ruan Teixeira          | 後衛   | 华盛顿特区联       |
| 23     | 美国            | 烏斯曼·賈邦              | Ousman Jabang          | 後衛   | 喬治亞革命         |
| 24     | 美国            | 喬治·坎貝爾              | George Campbell        | 後衛   | 亞特蘭大聯         |
| 25     | 義大利          | 加布里埃萊·科爾博        | Gabriele Corbo         | 後衛   | 博洛尼亚           |
| 26     | 冰岛            | 羅伯特·索凱爾松          | Róbert Þorkelsson      | 後衛   | 布雷扎布利克       |
| 27     | 美国            | 格雷森·杜迪              | Grayson Doody          | 後衛   | 加州大學洛杉磯分校 |
| 44     | 加拿大          | 拉希姆·愛德華茲          | Raheem Edwards         | 後衛   | 洛杉磯銀河         |
| 中場   |                 |                          |                        |        |                    |
| 2      | 肯尼亚          | 維克托·雲耶馬            | Victor Wanyama         | 中場   | 托特纳姆热刺       |
| 5      | 希腊 · 加拿大   | 伊利亞斯·伊利亞迪斯      | Ηλίας Ηλιάδης          | 中場   | 渥太華競技         |
| 6      | 加拿大          | 薩謬耶爾·皮耶特          | Sanuel Piette          | 中場   | 梅斯               |
| 8      | 保加利亚        | 多米尼克·揚科夫          | Доминик Янков          | 中場   | 盧多戈雷茨         |
| 10     | 美国            | 布萊斯·杜克              | Bryce Duke             | 中場   | 邁阿密國際         |
| 11     | 哥斯达黎加      | 阿列爾·拉西特            | Ariel Lassiter         | 中場   | 國際邁阿密         |
| 18     | 加拿大 · 摩洛哥 | 里達·祖希爾              | Rida Zouhir            | 中場   | 青訓出身           |
| 19     | 加拿大          | 內森-迪倫·薩利巴         | Nathan-Dylan Saliba    | 中場   | 青訓出身           |
| 21     | 芬兰            | 拉西·拉帕萊寧            | Lassi Lappalainen      | 中場   | 博洛尼亞           |
| 29     | 加拿大          | 马蒂厄·施瓦涅爾          | Mathieu Choinière      | 中場   | 青訓出身           |
| 38     | 加拿大          | 亞歷山德羅·別洛          | Alessandro Biello      | 中場   | 青訓出身           |
| 前鋒   |                 |                          |                        |        |                    |
| 7      | 加纳            | 夸杜沃·「馬哈拉」·奧波庫 | Kwadwo Mahala Opoku    | 前鋒   | 洛杉磯FC           |
| 9      | 乌拉圭          | 馬蒂亞斯·科卡羅          | Matías Cóccaro         | 前鋒   | 飓风竞技           |
| 13     | 美国            | 梅森·托耶                | Mason Toye             | 前鋒   | 明尼蘇達聯         |
| 14     | 奈及利亞        | 蘇努西·易卜拉欣          | Sunusi Ibrahim         | 前鋒   | 36獅子             |
| 17     | 委內瑞拉        | 何塞夫·馬丁內斯          | Josef Martínez         | 前鋒   | 邁阿密國際         |
| 28     | 加拿大          | 朱爾-安東尼·維爾桑       | Jules-Anthony Vilsaint | 前鋒   | 皇家安特衛普二隊   |

更新日期：2024-04-03

## 預備隊

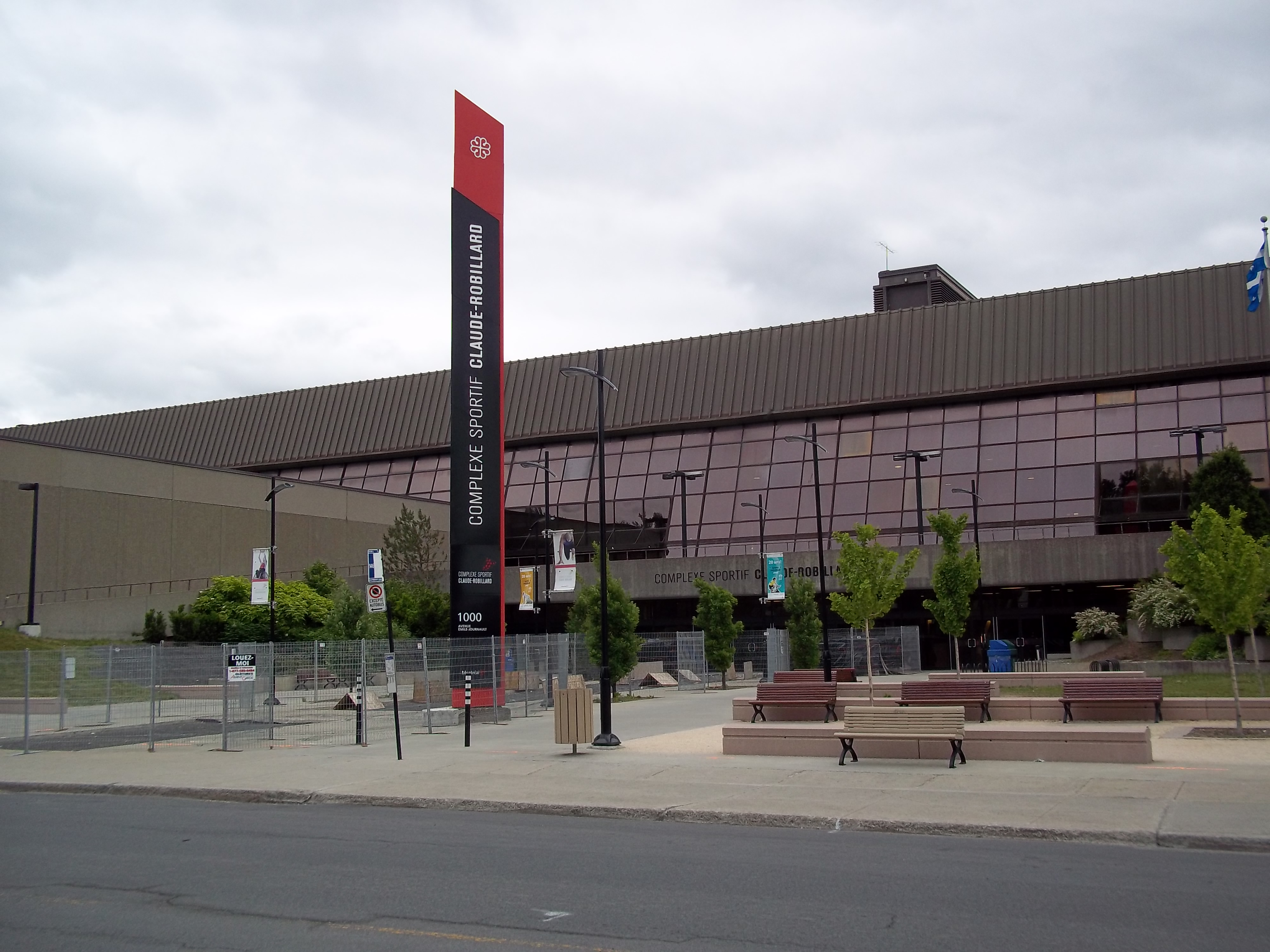
克洛德·羅比亞爾多功能體育中心，蒙特利爾衝擊直屬預備隊曾經的主場。

2006年，蒙特利爾衝擊組建了第一支預備隊「三河市攻擊」（Attak de Trois-Rivières）。這支預備隊從2007年開始參加加拿大足球聯賽。2010年，三河市攻擊解散，旗下人馬被編入新成立的蒙特利爾衝擊青訓學校。
2011年，美職聯組建預備隊聯賽。次年，蒙特利爾衝擊重組預備隊，並加入美職聯預備隊聯賽。
2013年，美足聯和美職聯簽訂合作協議，用兩年時間將美足聯和美職聯預備隊聯賽合併為一個聯賽。2014年9月4日，蒙特利爾衝擊為預備隊推出了新名稱「FC蒙特利爾」以及新隊徽。可惜的是，儘管FC蒙特利爾為主力隊培養了安東尼·傑克森-阿梅爾以及馬克西姆·克雷浦等主力球員，但無論是戰績還是入場人數都並不盡如人意。因此，在2016賽季結束後，蒙特利爾衝擊第二次解散了預備隊，轉而和渥太華暴怒簽訂合作協議，讓渥太華暴怒成為自己的掛名預備隊，但渥太華依然保留加拿大足球錦標賽參賽資格。
2019年11月8日，渥太華暴怒通過新聞發佈會宣佈：由於無法獲得中北美足聯的2020賽季跨國參賽許可，因此球隊只能夠中止運作。蒙特利爾衝擊隨後對渥太華中止運作表示傷心，但並沒有就是否會重組預備隊作出任何表態。
2020年9月，蒙特利爾決定在2021年重新組建直屬的23歲以下預備隊。2021年，美職聯重新組建專屬的預備隊聯賽「MLS Next Pro」，但蒙特利爾預備隊並未加入，而是選擇和本省的魁北克超級足球聯賽（現魁北克甲級聯賽）球隊進行練習賽。2022年，蒙特利爾預備隊正式加入魁北克超級足球聯賽，這也讓蒙特利爾成為少數不參加MLS Next Pro聯賽的美職聯球會之一。

## 戰績

### 一線隊
| 年份   | 等級     | 聯賽     | 常規賽   | 常規賽   | 常規賽   | 常規賽   | 常規賽   | 常規賽   | 常規賽   | 排位     | 排位     | 季後賽       | 加錦標   | 大洲冠軍盃   |
| 年份   | 等級     | 聯賽     | 比賽     | 勝       | 平       | 負       | 入球     | 失球     | 積分     | 賽區     | 聯賽     | 季後賽       | 加錦標   | 大洲冠軍盃   |
| ------ | -------- | -------- | -------- | -------- | -------- | -------- | -------- | -------- | -------- | -------- | -------- | ------------ | -------- | ------------ |
| 1993   | 1        | APSL     | 24       | 11       | -        | 13       | 28       | 33       | 90       | —        | 7        | 未晉級       | —        | 未晉級       |
| 1994   | 1        | APSL     | 20       | 12       | -        | 8        | 27       | 18       | 93       | —        | 3        | 冠軍         | —        | 未晉級       |
| 1995   | 2        | A聯賽    | 24       | 17       | -        | 7        | 47       | 27       | 51       | -        | 1        | 半決賽       | —        | 未晉級       |
| 1996   | 2        | A聯賽    | 27       | 21       | -        | 6        | 40       | 18       | 55       | -        | 1        | 半決賽       | —        | 未晉級       |
| 1997   | 2        | A聯賽    | 28       | 21       | -        | 7        | 58       | 19       | 61       | 1        | 1        | 分區總決賽   | —        | 未晉級       |
| 1998   | 2        | A聯賽    | 28       | 21       | -        | 7        | 47       | 33       | 47       | 2        | 9        | 賽區半決賽   | —        | 未晉級       |
| 1999   | 賽季取消 | 賽季取消 | 賽季取消 | 賽季取消 | 賽季取消 | 賽季取消 | 賽季取消 | 賽季取消 | 賽季取消 | 賽季取消 | 賽季取消 | 賽季取消     | 賽季取消 | 賽季取消     |
| 2000   | 2        | A聯賽    | 28       | 12       | 3        | 13       | 34       | 41       | 54       | 4        | 18       | 未晉級       | —        | 未晉級       |
| 2001   | 2        | A聯賽    | 26       | 10       | 2        | 14       | 29       | 37       | 45       | 4        | 14       | 未晉級       | —        | 未參加       |
| 2002   | 2        | A聯賽    | 28       | 16       | 3        | 9        | 39       | 29       | 72       | 2        | 5        | 賽區半決賽   | 旅行者盃 | 未晉級       |
| 2003   | 2        | A聯賽    | 28       | 16       | 6        | 6        | 40       | 21       | 54       | 1        | 2        | 分區決賽     | 旅行者盃 | 未晉級       |
| 2004   | 2        | A聯賽    | 28       | 17       | 5        | 6        | 36       | 15       | 56       | 1        | 2        | 冠軍         | 旅行者盃 | 未晉級       |
| 2005   | 2        | USL甲組  | 28       | 18       | 7        | 3        | 37       | 15       | 61       | -        | 1        | 半決賽       | 旅行者盃 | 未晉級       |
| 2006   | 2        | USL甲組  | 28       | 14       | 9        | 5        | 31       | 15       | 51       | -        | 1        | 半決賽       | 旅行者盃 | 未晉級       |
| 2007   | 2        | USL甲組  | 28       | 14       | 8        | 6        | 32       | 21       | 50       | -        | 3        | 四分之一決賽 | 旅行者盃 | 未晉級       |
| 2008   | 2        | USL甲組  | 30       | 12       | 6        | 12       | 33       | 28       | 42       | -        | 3        | 半決賽       | 冠軍     | 未晉級       |
| 2009   | 2        | USL甲組  | 30       | 12       | 7        | 11       | 32       | 31       | 43       | -        | 5        | 冠軍         | 季軍     | 四分之一決賽 |
| 2010   | 2        | 美乙     | 30       | 12       | 7        | 11       | 36       | 30       | 43       | 3        | 6        | 半決賽       | 第三名   | 未晉級       |
| 2011   | 2        | NASL     | 28       | 9        | 8        | 11       | 35       | 27       | 35       | -        | 7        | 未晉級       | 半決賽   | 未晉級       |
| 美職聯 |          |          |          |          |          |          |          |          |          |          |          |              |          |              |
| 年份   | 等級     | 聯賽     | 常規賽   | 常規賽   | 常規賽   | 常規賽   | 常規賽   | 常規賽   | 常規賽   | 排位     | 排位     | 季後賽       | 加錦標   | 大洲冠軍盃   |
| 年份   | 等級     | 聯賽     | 比賽     | 勝       | 平       | 負       | 入球     | 失球     | 積分     | 賽區     | 聯賽     | 季後賽       | 加錦標   | 大洲冠軍盃   |
| 2012   | 1        | 美職聯   | 34       | 12       | 6        | 16       | 45       | 51       | 42       | 7        | 12       | 未晉級       | 半決賽   | 未晉級       |
| 2013   | 1        | 美職聯   | 34       | 14       | 7        | 13       | 50       | 49       | 49       | 5        | 11       | 第一輪       | 冠軍     | 小組賽       |
| 2014   | 1        | 美職聯   | 34       | 6        | 10       | 18       | 38       | 58       | 28       | 10       | 19       | 未晉級       | 冠軍     | 未晉級       |
| 2015   | 1        | 美職聯   | 34       | 15       | 6        | 13       | 48       | 44       | 51       | 3        | 7        | 賽區半決賽   | 總決賽   | 總決賽       |
| 2016   | 1        | 美職聯   | 34       | 11       | 12       | 11       | 49       | 53       | 45       | 5        | 11       | 賽區決賽     | 半決賽   | 未晉級       |
| 2017   | 1        | 美職聯   | 34       | 11       | 6        | 17       | 52       | 58       | 39       | 9        | 17       | 未晉級       | 總決賽   | 未晉級       |
| 2018   | 1        | 美職聯   | 34       | 14       | 4        | 16       | 47       | 53       | 46       | 7        | 15       | 未晉級       | 半決賽   | 未晉級       |
| 2019   | 1        | 美職聯   | 34       | 12       | 5        | 17       | 47       | 60       | 41       | 9        | 18       | 未晉級       | 冠軍     | 未晉級       |

### 預備隊
| 加拿大聯賽時期 | 加拿大聯賽時期     | 加拿大聯賽時期 | 加拿大聯賽時期 | 加拿大聯賽時期 | 加拿大聯賽時期 | 加拿大聯賽時期 | 加拿大聯賽時期 | 加拿大聯賽時期 | 加拿大聯賽時期 | 加拿大聯賽時期 | 加拿大聯賽時期 | 加拿大聯賽時期 | 加拿大聯賽時期 |
| 賽季           | 預備隊             | 等級           | 聯賽           | 排位           | 排位           | 排位           | 排位           | 排位           | 排位           | 排位           | 排位           | 季後賽         | 加拿大公開盃   |
| 賽季           | 預備隊             | 等級           | 聯賽           | 賽區           | 賽區           | 賽區           | 賽區           | 聯賽           | 聯賽           | 聯賽           | 聯賽           | 季後賽         | 加拿大公開盃   |
| -------------- | ------------------ | -------------- | -------------- | -------------- | -------------- | -------------- | -------------- | -------------- | -------------- | -------------- | -------------- | -------------- | -------------- |
| 2007           | 三河市攻擊         | —              | 加拿大足球聯賽 | 2              | 2              | 2              | 2              | 5              | 5              | 5              | 5              | 半決賽         | 冠軍           |
| 2008           | 三河市攻擊         | —              | 加拿大足球聯賽 | 1              | 1              | 1              | 1              | 1              | 1              | 1              | 1              | 總決賽         | 沒有舉行       |
| 2009           | 三河市攻擊         | 3              | 加拿大足球聯賽 | 1              | 1              | 1              | 1              | 1              | 1              | 1              | 1              | 冠軍           | 沒有舉行       |
| 美國聯賽時期   |                    |                |                |                |                |                |                |                |                |                |                |                |                |
| 賽季           | 預備隊             | 等級           | 聯賽           | 常規賽         | 常規賽         | 常規賽         | 常規賽         | 常規賽         | 常規賽         | 常規賽         | 排位           | 排位           | 季後賽         |
| 賽季           | 預備隊             | 等級           | 聯賽           | 比賽           | 勝             | 平             | 負             | 入球           | 失球           | 積分           | 賽區           | 聯賽           | 季後賽         |
| 2012           | 蒙特利爾衝擊預備隊 | —              | 美職聯預備聯賽 | 10             | 7              | 1              | 2              | 19             | 10             | 22             | 2/7            | 2/19           | 沒有季後賽     |
| 2013           | 蒙特利爾衝擊預備隊 | —              | 美職聯預備聯賽 | 11             | 4              | 3              | 4              | 16             | 13             | 15             | 4/7            | 7/15           | 沒有季後賽     |
| 2014           | 蒙特利爾衝擊預備隊 | —              | 美職聯預備聯賽 | 8              | 3              | 1              | 4              | 8              | 8              | 10             | -              | 4/8            | 沒有季後賽     |
| 2015           | FC蒙特利爾         | 3              | USL            | 28             | 8              | 4              | 16             | 32             | 46             | 28             | 10/12          | 22/24          | 未晉級         |
| 2016           | FC蒙特利爾         | 3              | USL            | 30             | 7              | 2              | 21             | 35             | 57             | 23             | 14/14          | 28/29          | 未晉級         |